# Calobates lineatus
Calobates lineatus är en kvalsterart som först beskrevs av Sandór Mahunka 1988.  Calobates lineatus ingår i släktet Calobates och familjen Oripodidae. Inga underarter finns listade.